# Ayub Kalule
Ayub Kalule (Kampala, 6 gennaio 1954) è un ex pugile ugandese, professionista con licenza danese, campione europeo e mondiale WBA dei pesi medi, avversario di Sumbu Kalambay e di Sugar Ray Leonard.

## Biografia

### Carriera da dilettante
Mancino, il suo maggior successo da dilettante è la conquista del titolo mondiale nei pesi welter ai primi Campionati del Mondo dilettanti del 1974 a L'Avana. In tale occasione batte in semifinale il tedesco Ulrich Beyer e in finale il bulgaro Vladimir Kolev.

### Carriera da professionista
Passa al professionismo al limite dei pesi superwelter nel 1976, a Copenaghen, incrociando i guantoni con licenza danese, con la quale combatterà per il resto della sua carriera. Al quarto combattimento batte Damiano Lassandro per knock-out tecnico al 3º round.
Dopo una striscia di 30 vittorie consecutive, comprendenti la conquista e una difesa del titolo di Campione del Commonwealth, è designato come sfidante al titolo mondiale. Il 24 ottobre 1979, ad Akita, conquista il titolo mondiale lineare e WBA dei pesi medi junior, battendo il giapponese Masashi Kudo.
Difende con successo il titolo quattro volte. Il 6 dicembre 1979, a Brøndby batte lo statunitense Steve Gregory ai punti. Il 17 aprile 1980, sempre a Brøndby, batte il colombiano Emiliano Villa per abbandono all'11º round. Il 12 aprile 1980, a Randers batte lo jugoslavo Marijan Beneš ai punti e il 6 settembre 1980 a Aarhus batte il sudafricano Bushy Bester ai punti.
Il 25 giugno 1981 Kalule vola negli Stati Uniti per mettere in palio il suo titolo mondiale nel Reliant Astrodome di Houston contro il fuoriclasse Sugar Ray Leonard già campione olimpico dei superleggeri e campione del mondo dei pesi welter. Dopo sei round equilibrati, al settimo l'ugandese colpisce Leonard con due buoni diretti alla testa e poi con un gancio destro. Alla fine del round un sinistro-destro di Kalule alla testa dello statunitense fa ruggire la folla. Nell'ottavo round, Kalule è più aggressivo e sembra avere la meglio con uno scambio proprio prima del suono della campana. All'inizio del nono round, Leonard scuote il campione con un gancio sinistro e uno destro alla testa e lo spinge alle corde con una raffica di pugni. Kalule reagisce con alcuni colpi al corpo. Poi, improvvisamente, il detentore si trova di nuovo in difficoltà per essersi preso due diritti alla testa. Nonostante la sua nuova reazione, alla fine del round Leonard scuote Kalule con un destro alla testa. Mentre l'ugandese vacilla all'indietro, Leonard lo manda a sedere al tappeto con un gancio sinistro doppiato da un destro. Pur riuscendosi ad alzare, l'arbitro interrompe l'incontro assegnando la vittoria per Kot e il titolo mondiale a Ray Leonard. Al momento dell'interruzione Kalule era in vantaggio di due punti sul cartellino dell'arbitro e di un giudice; di tre punti nel cartellino del secondo giudice.
Il 17 luglio 1982, Kalule tenta nuovamente di conquistare il titolo mondiale WBA dei pesi medi junior detenuto questa volta da Davey Moore ma perde ancora per Kot al decimo round.
Il 13 giugno 1983, ad Atlantic City, perde da Mike McCallum, al limite dei superwelter, per abbandono alla settima ripresa, dopo essere stato atterrato alla prima.
Rimane inattivo per tutto il 1984, poi è autorizzato a combattere con i colori della Danimarca per il titolo europeo dei pesi medi.
Il 20 giugno 1985 a Copenaghen conquista il titolo europeo vacante battendo per Kot il francese Pierre Joly. Lo difende vittoriosamente il 19 dicembre 1985, ad Ancona contro il futuro campione del mondo Sumbu Kalambay, con una decisione ai punti molto controversa. Perde definitivamente il titolo europeo a Sheffield il 5 febbraio 1986 dai pugni del britannico Herol Graham per knock-out tecnico. È il suo ultimo incontro.